# I fear no foe
I fear no foe is het debuutalbum van de Hoogezandse band LPG. Het werd uitgebracht in 2005.

## Opnamen
LPG ontstond in 2002 uit een samenwerking tussen Arend Jan van der Scheer en Anne van Wieren in Hoogezand. Na een geslaagde demo werd de band uitgebreid tot een volledige bezetting. Als de demo bij Excelsior Recordings terechtkomt, is het label direct enthousiast. In januari 2005 mag de band zich presenteren op zowel Eurosonic als Noorderslag. De band ging opnemen in de Studio Sound Enterprise met producer Frans Hagenaars, Na iedere opnamesessie kreeg de band de opnames mee op een laptop met protools, zodat zij thuis verder konden werken aan de koortjes en details. Op 18 februari 2005 verscheen het eerste resultaat van de opnames. Het nummer Sparrow verscheen, in eigen beheer, op een splitsingle met Spinvis. 24 maart volgde de videoclip van Sparrow, die werd omschreven als de goedkoopste videoclip ooit, met een totale kostenpost van 14 euro, 7 euro aan tomaten en 7 euro aan batterijen.
Op 2 april 2005 werd het album gepresenteerd in de kelderbar van Vera in Groningen. Het album werd vooral goed ontvangen door VPRO's 3voor12, waar het nummer In and around cat veelvuldig te horen was. Op 8 oktober presenteerde de band twee videoclips bij het nummer Belly. De videoclips waren gemaakt als studieobject door Nieuwe Garde. De twee videoclips werden vervolgens voorgelegd aan het publiek, dat zijn favoriete versie mocht kiezen. Eind 2005 uitverkoos 3voor12 het album I fear no foe tot een van de beste albums van 2005. In februari 2006 werd bekend dat Nokia het nummer Belly, vanaf dat moment Belly rollercoaster genoemd, ging gebruiken in een wereldwijde reclamecampagne voor mobiele telefoons. De spot werd drie weken uitgezonden, wat volgens de band te kort was het nummer op single uit te brengen. Tijdens de promotietour rond het album trad LPG veel op met labelgenoot Spinvis.

## Muzikanten
- Arend Jan van der Scheer - gitaar, zang
- Martien ter Veen - keyboard, gitaar, zang
- Anne van Wieren - gitaar, basgitaar, zang
- Gerard Kooistra - basgitaar, gitaar, zang
- Christiaan Nijburg - drums, zang

## Nummers
1. Speech
2. Fire
3. In and around cat
4. Belly
5. How it's never
6. It's your fault
7. Really tried
8. Consume
9. Multicolor
10. Brag
11. Obscure
12. Think it over
13. Sparrow
14. Cushy sickness
15. Out of memories

Alle nummers zijn geschreven door LPG.